# Vahid Jalilvand
Vahid Jalilvand (in persiano وحید جلیلوند‎; Kermanshah, 11 marzo 1976) è un regista, sceneggiatore e montatore iraniano.

## Biografia
Laureato all'Università di Teheran in regia teatrale, ha iniziato la sua carriera come attore, esordendo sul palcoscenico all'età di 15 anni. Nel 1997 ha iniziato a lavorare nella televisione di Stato iraniana come montatore e poi come regista. Ha diretto alcune serie e più di 30 documentari in ambito sociale e industriale, prima di esservi bandito nel 2014 a causa delle sue critiche aperte al governo.
Un mercoledì di maggio, il suo primo lungometraggio per il cinema, ha vinto nel 2015 il Premio FIPRESCI alla 72ª Mostra internazionale d'arte cinematografica di Venezia, dove era presentato nella sezione Orizzonti. Il successivo Il dubbio - Un caso di coscienza gli è valso un premio come miglior regista ad Orizzonti due anni più tardi. Il dubbio è stato poi selezionato per rappresentare l'Iran nella corsa all'Oscar al miglior film straniero 2019, senza però riuscire a rientrare tra i cinque finalisti: la scelta di selezionare il dilemma morale di Jalilvand ha suscitato un certo scalpore in patria, avendo battuto quello che era considerato il candidato conservatore favorito, il film di propaganda bellico Be vaqt-e šām (Damascus Time). Nel 2022 è tornato a Venezia, stavolta nel concorso principale, col film Šab, dākheli, divār.

## Filmografia

### Regista, sceneggiatore e montatore
- Un mercoledì di maggio  (Čahāršanbe, 19 ordibehešt) (2015)
- Il dubbio - Un caso di coscienza (Bedun-e tārikh, bedun-e emzā) (2017)
- Šab, dākheli, divār (2022)

### Attore
- Un mercoledì di maggio  (Čahāršanbe, 19 ordibehešt) (2015)

## Premi e riconoscimenti
- Mostra internazionale d'arte cinematografica di Venezia
  - 2015 – Premio FIPRESCI (Orizzonti e sezioni parallele) per Un mercoledì di maggio
  - 2015 – In concorso (Orizzonti) con Un mercoledì di maggio
  - 2017 – Premio Orizzonti per la miglior regia per Il dubbio - Un caso di coscienza
  - 2017 – In concorso (Orizzonti) con Il dubbio - Un caso di coscienza
  - 2022 – In concorso per il Leone d'oro con Šab, dākheli, divār